# Фиск, Роберт
Роберт Фиск (англ. Robert Fisk, 12 июля 1946, Мэйдстон, графство Кент, Англия — 30 октября 2020) — британский журналист, собственный корреспондент The Independent на Ближнем Востоке. В течение 25 лет проживал в Бейруте, столице Ливана.

## Карьера
«New York Times»: «Роберт Фиск — возможно, самый известный иностранный корреспондент Великобритании» — опыт журналистской работы за рубежом у него составляет более 30 лет. В число самых громких репортажей входят события в 70-х годах в Белфасте, «Революция красных гвоздик» 1979 года в Португалии, Гражданская война в Ливане 1975-90 гг., иранская революция 1979 г., Ирано-Иракская война 1990—1991 гг., Война в Персидском заливе 1991 г., вторжение в Ирак 2003 г. Он был одним из двух западных журналистов, кто находился в Бейруте во время гражданской войны в Ливане. Фиск также делал репортажи во время арабо-израильского конфликта и конфликтов в Косово и Алжире. Фиск свободно владеет арабским, он три раза интервьюировал Усаму Бен Ладена (в период с 1994 по 1997 гг.).
В 1998 Фиск получил Amnesty International UK Press Awards за репортажи из Алжира, и в 2000 — во время военной кампании НАТО против Югославии. Титул лучшего международного корреспондента года в Великобритании он получал 7 раз и дважды становился просто журналистом года. В июне 2004 г. ему присуждена степень почётного доктора права Сент-Эндрюсского университета. Отделение политических и общественных наук Гентского университета сделало Фиска почётным доктором 24 марта 2006 г.
Имеет степени бакалавра гуманитарных наук по английскому языку и периоду классицизма Ланкастерского университета, и доктора философии по политологии Тринити-колледжа в Дублине.
С 1972 по 75 гг. был собственным корреспондентом «The Times» в Белфасте, потом он переместился в Португалию, где наблюдал последствия революции 1974 г. Затем он стал работать на Ближнем Востоке (1976—1988) и в 1989 перешёл работать в «The Independent».

### Террористический акт 11 сентября 2001
Атаку «сентябрьских убийц» 11.09 2001 Роберт Фиск назвал «чудовищным преступлением против человечества». Впоследствии он призывал к честной дискуссии, чтобы иметь возможность вскрыть истинные причины этого события. Он выдвинул гипотезу, что Аль Каэда совершила этот теракт из-за внешней политики, которую проводили США, особенно, её произраильской части и категорически не согласился с президентом Бушем в том, что якобы преступление 11 сентября было совершено только потому, что «они ненавидят наши свободы».

### Ирак 2003
Во время войны в Ираке Фиск находился в Багдаде и писал обо всем, чему сам был свидетелем. Он критиковал своих коллег, также заброшенных в Ирак, за их «отельный журнализм», утверждая, что сидя в безопасном номере, они никогда не поймут смысла происходящего на багдадских улицах и не почувствуют атмосферы бессмысленной смерти. В тот апрель 2003-го Фиск вспоминал слова генерал-лейтенанта Сэра Стэнли Мода, сказанные им во время интервенции в Месопотамию в 1917 в Первую мировую войну: «мы пришли сюда не как завоеватели, но как освободители — спасти целые поколения от жизни под гнетом тирании». Сравнивая эти два вторжения, Фиск отметил: «У истории есть привычка повторяться… И на протяжении трех лет ежегодно в иракской герилье мы теряли сотни людей — а они просто хотели по-настоящему освободиться — не от Османской империи с нашей помощью, а от нас с помощью их. Я думаю, именно война за освобождение ждет американцев в Ираке — и она начнется довольно скоро. Сначала её, несомненно, спишут на действия террористов, Аль-Каэды, остатки последователей режима Саддама. „Отголоски“, „остатки“: запомните это слово. Но поведут народ против американцев и англичан шииты — чтобы „спасители“ убирались из Ирака — и они вынуждены будут убраться. Утопический сценарий „освобождения этих людей“ разлетится, как карточный домик».

## Репортажи Фиска
За 30 лет его репортажи неизменно вызывали волны критики и похвал — причем, по одним и тем же причинам: за осуждение насилия против мирных жителей, мужество при выполнении обязанностей, редкостную целеустремленность в том, чтобы опровергнуть заявления властей. Ему принадлежит утверждение, что «журнализм должен бросать вызов власти — любой власти — особенно, когда правительства и политики гонят нас на войну», что ошибочно считать объективность долгом журналиста — его работа на самом деле состоит в том, чтобы осознавать, где находятся центры сосредоточения власти и силы и объяснять события исходя из этого знания.
Репортажи Фиска, как и его книги, ставшие бестселлерами, основаны на полевых заметках и записях, в которых прямая фактология сочетается с дотошным анализом и зачастую острой критикой, как в адрес правительств Ближнего Востока, так и Великобритании и Соединённых Штатов. Что касается исторических предпосылок тех конфликтов, которым Фиск явился свидетелем, он говорит: «После победы союзных войск в Первой мировой, войны наших родителей, победители разделили земли бывших врагов. Всего за 17 месяцев были проведены границы Северной Ирландии, Югославии и большинства государств Ближнего Востока. И всю свою профессиональную жизнь я наблюдал — в Белфасте и Сараево, в Бейруте и Багдаде — как люди пытаются стереть эти границы».
Это коснулось и самого журналиста — во время боевых действий США в Афганистане после теракта 11.09 Фиска командировали в Пакистан для освещения событий. Там на него напали и зверски избили афганские беженцы (он был героически спасен другим афганским беженцем) — и это тоже стало частью общей картины репортажа. В статье, в которой он описал это избиение, Фиск заявил, что нападавшие невиновны («Я не мог винить их за то, что они сделали») и снял с них всякую ответственность, потому что эта "жестокость — порождение другой жестокости — нашей, тех, кто поставлял им оружие в их войне против русских, закрывая глаза на их боль и смеясь над гражданской войной в их стране, тех нас, кто потом снова вооружил их и за деньги отправил на «Войну против Цивилизации», которая шла всего в нескольких милях от их домов. А потом мы разбомбили их дома и уничтожили их семьи, оправдавшись тем, что «лес рубят — щепки летят». Один из ярых критиков Фиска, Эндрю Салливан, назвал это нежелание призвать беженцев к ответственности за их поступок «классическим примером левацкой патетики».
Актёр Джон Малкович в мае 2002 года заявил на собрании Общественного Союза Кембрижа (Cambridge Union Society), что он с удовольствием пристрелил бы Фиска вместе с парламентарием Джорджем Гэллоуэем (George Galloway). Постоянный комментатор «Guardian» Саймон Хогарт (бывший собкор этой газеты в Северной Ирландии) критиковал Фиска за то, что тот был «жутким пессимистом» после 11 сентября — из-за предсказания, что «ответные действия Запада после теракта обрушат на его голову все возможные бедствия». Хогарта возмущают и такие комментарии как: «группка английских солдат, потерявшихся в песках» — о предположительном провале операции «Буря в пустыне» и что бомбардировка в процессе косовского кризиса «только ухудшит ситуацию». Признавая «его блестящий живой стиль репортажа», Хогарт делает вывод о том, что пессимизм Фиска доказывает только то, что он «не просто ошибается, но совершенно точно ошибается».
Фиск писал о том, каково быть мишенью «писем ненависти» и смертельных угроз от американцев именно из-за его репортажей, содержавших критику политики США и Израиля на Ближнем Востоке, а также за точку зрения, которую он отстаивает: «нельзя прикрываться нейтральностью журналиста в том, что относится к происходящему там сейчас». Отныне на журналистах лежит «моральная обязанность…демонстрировать искреннее и глубокое сочувствие жертвам».
По другую сторону баррикад Фиском не менее горячо восхищаются — вот отрывок из рецензии «Publishers Weekly» на его последнюю книгу: "Сочетая талант писателя создавать особую атмосферу с хваткой настоящего ученого-историка, международный корреспондент Фиск написал один из наиболее объемных и подробных обзоров по истории Ближнего Востока последних лет. Фиск обладает глубокими познаниями в истории региона, что и позволяет ему рассуждать об Армянском геноциде 90-летней давности, разрушение Женина в 2002 году и сражениях в Ираке с равным апломбом. Его работа уникальна, так как он крайне тщательно собирал материал, отслеживая все значительные события за последнюю четверть века. Некоторые главы содержат ужасающе детализированные описания пыток и убийств, которые наиболее чувствительным читателям захочется пролистать, но надо понимать, что это не гротеск и не больное воображение автора. Они приводятся только для того, чтобы лучше донести до родной страны веру Фиска в то, что «война — это, в первую очередь, не победы или поражения, но смерть и ещё раз смерть».
«Salon»: «Репортажи, основанные на свидетельствах с поля битвы, — это нечто большее, чем просто подсчеты выстрелов с обеих сторон. Это неумолимые документальные подтверждения, на которые невозможно закрывать глаза, жестокое напоминание того, что в действительности происходит, когда целые нации сходятся на поле битвы. И его дотошный, вскрывающий всю подноготную, анализ причин таких войн, позволяет разглядеть прегрешения не только Запада, но и Арабского мира. Ужасающие ложь и лицемерие на самом высоком официальном уровне заставляют его показывать (даже если это выглядит как кошмарный сон) человеческие страдания и смерть, к которым приводит эта ложь. И если он подчеркивает, возможно, иногда и перебарщивая, виновность власть имеющих — особенно Америки и Израиля — это не только простительно, но и просто необходимо в среде запуганной интеллигенции, где навязанные извне позиции и установки уже не оспариваются».
Эми Гудман в интервью для Democracy Now! на Pacifica Radio спросила Фиска, что даёт ему надежду. Ответ был таков: «Ничего. К сожалению, абсолютно ничего. На сегодняшний момент, по крайней мере. Может, только обычные люди способны дать какую-то надежду. Обычные люди, которые хотят выговориться. В том числе и в арабских странах. Но что касается правительств — тут все безнадежно. Возможно, я ошибаюсь. Может быть, я пессимист — но это только лишь оттого, что я видел слишком многое».

## Критика
Фиск часто критиковался еврейскими организациями США за его проарабскую позицию в арабо-израильском конфликте. По мнению американской произраильской группы по наблюдения за прессой CAMERA, Фиск известен своей постоянной антиизраильской позицией.
Критики Фиска используют в качестве доказательства необъективности Фиска его высказывания, согласно которым он принципиально сомневается в любой версии, исходящей от властей, особенно когда эти власти начинают войну, а также то, что он, как и журналистка израильской газеты «Хаарец» Амира Хасс, не считает, что журналист может быть объективным. По их мнению, журналист должен (только) следить за властями.
В октябре 2006 года Фиск на первой странице Independent обвинил Израиль в применении бомб с обеднённым ураном во время Второй Ливанской войны. Расследование, проведенное экспертами ООН и МАГАТЭ, не нашло доказательств применения такого вооружения во время войны. Извинений и / или опровержения ложной информации со стороны Фиска и «Independent» до сих пор не последовало. В сходном случае (ложное представление слов министра внутренних дел Саудовской Аравии) в апреле 2011 года, извинения были принесены.

### «Фискинг»
Метод критики репортажей Фиска получил в блогосфере нарицательное название «фискинг». Под этим подразумевается подробная критика тезисов оппонента, вплоть до каждой строки.